# Iglesia de San Juan de Busa

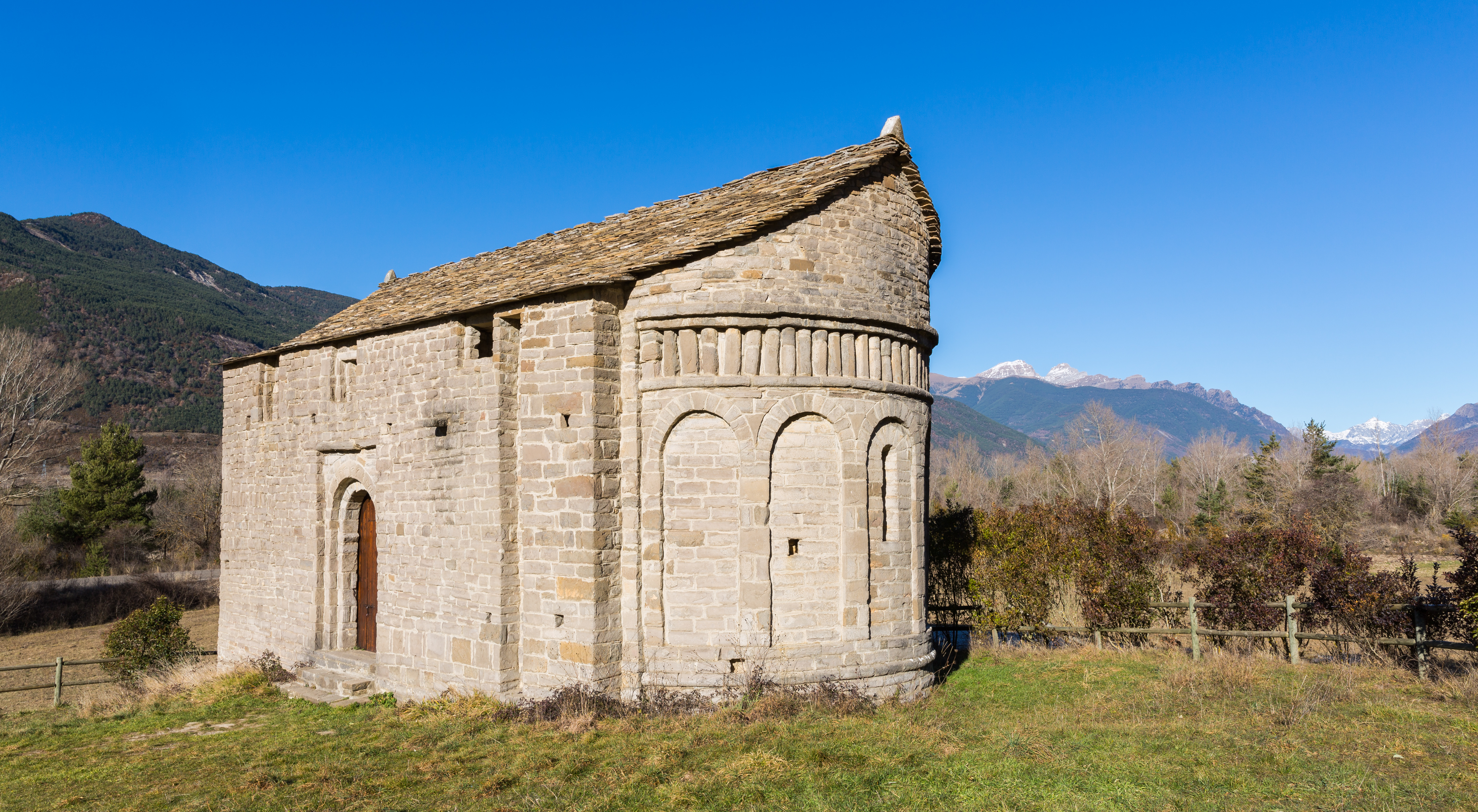
San Juan de Busa.

La iglesia de San Juan de Busa o San Juan Bautista de Busa (en aragonés, Sant Chuan de Busa) se encuentra en la comarca de Serrablo, en el municipio de Biescas, en el camino que sube de Lárrede a Oliván (Huesca).

## Historia
Probablemente fue iglesia parroquial de un poblado medieval desaparecido. Mandada construir por Ramón Guillén entre 1060 y 1070, es de estilo mozárabe o románico lombardo, como el resto de iglesias de Serrablo.

## Descripción
No tiene torre de campanario y el ábside tiene una planta inferior al semicírculo. Está ornamentado por friso de baquetones, arcos ciegos y lesenas, elementos típicos del románico de Serrablo. Su única nave rectangular está cubierta por un tejado de madera a dos aguas.
En el centro del muro orientado al sur, se abre la portada principal. Formada por dos arquivoltas en degradación, la exterior tiene sus dovelas decoradas por una inscripción en caracteres cúficos que dice «La ilaha illa Allah», lo que en árabe significa «No hay (otro) dios que Alá».
Es conjunto histórico-artístico desde 1982.

## Galería

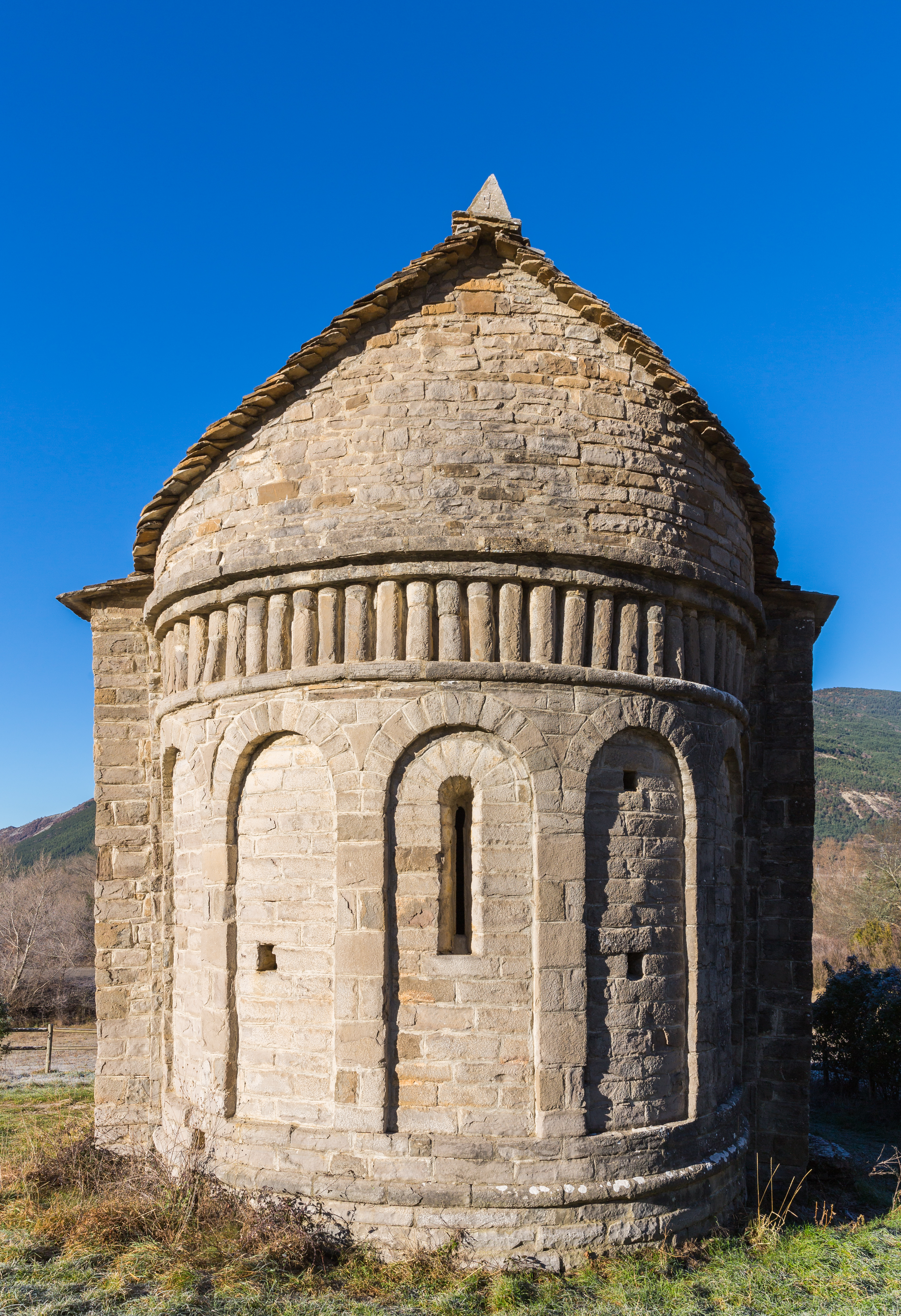
Vista frontal.
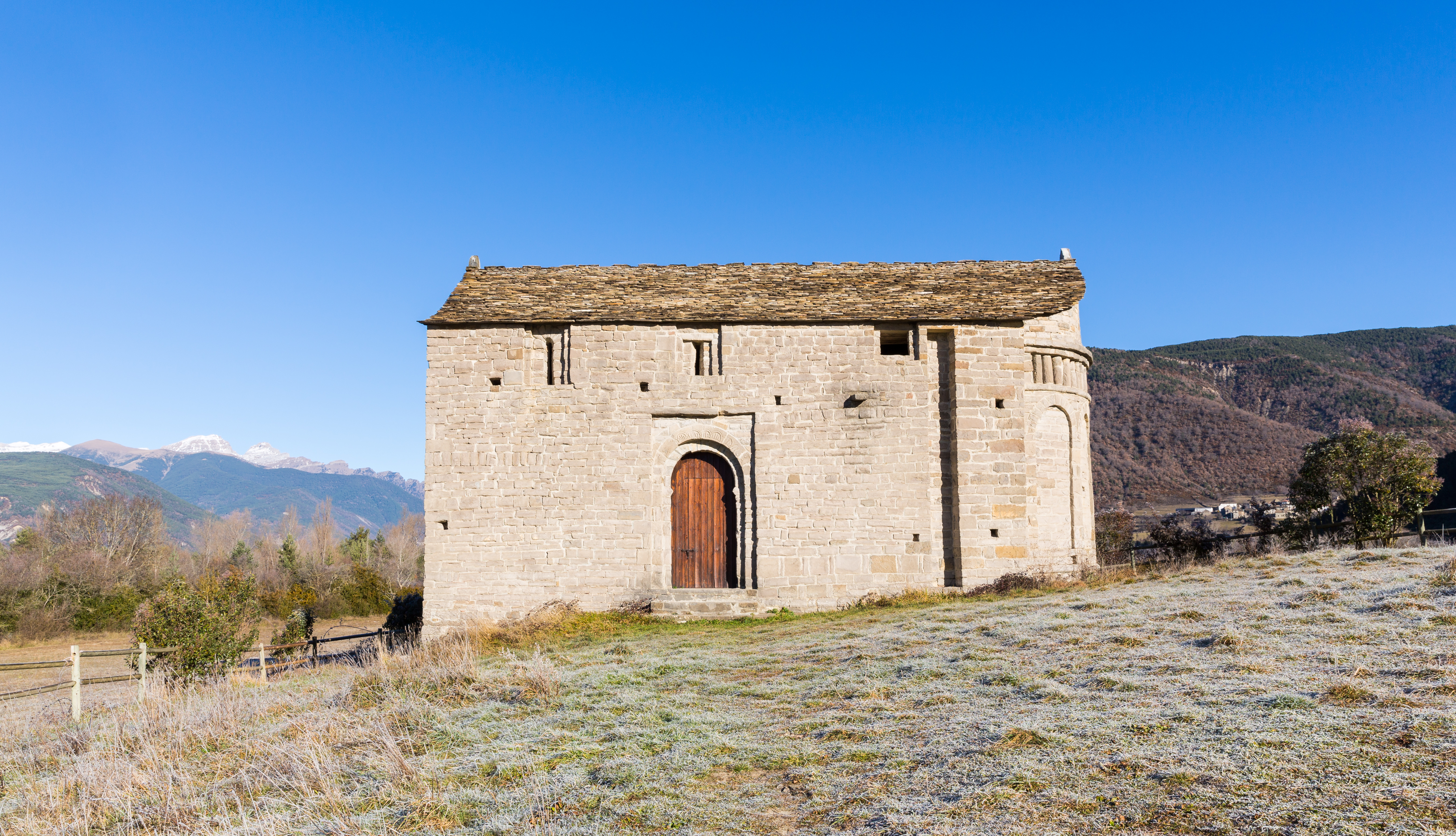
Puerta de la iglesia.
Panorámica.
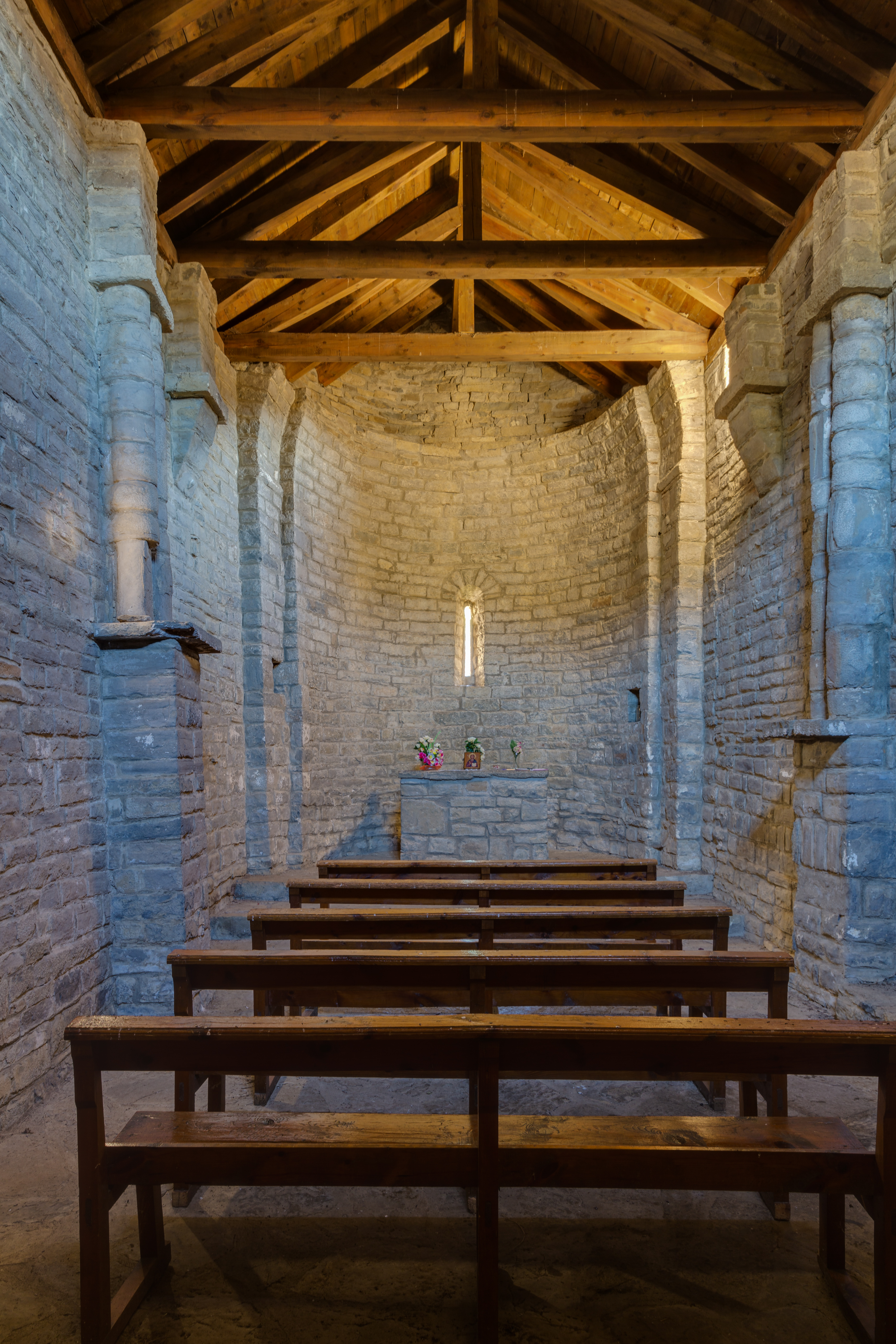
Interior.
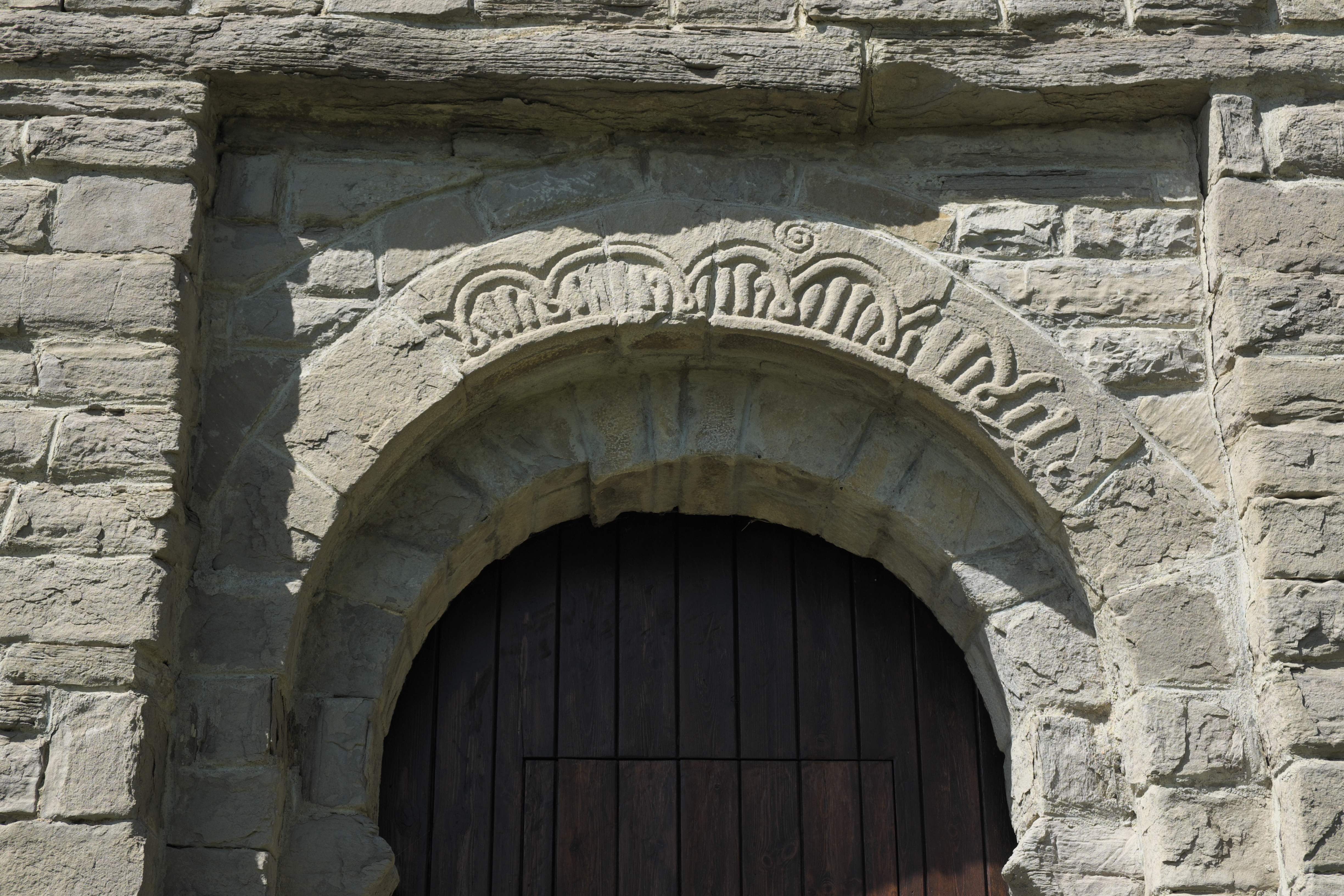
Inscripción en la arquivolta exterior.